# حمید عاملی
حمید عاملی (۲۱ اردیبهشت ۱۳۲۰ – ۱۶ دی ۱۳۸۶) گوینده رادیو و قصه‌گو بود.

## زندگی
حمید عاملی در ۲۱ اردیبهشت ۱۳۲۰ تهران زاده شد. او از سال ۱۳۳۴ در مجله‌های کیهان بچه‌ها، اطلاعات هفتگی و روشنفکر داستان‌های کوتاه کودکان می‌نوشت و از سال ۱۳۳۷ به گویندگی رادیو در برنامه «کار و کارگر» پرداخت. او در سال ۱۳۵۰ گوینده برنامه رادیویی «راه شب» شد.
حمید عاملی همچنین بیش از ۱۰۰ کتاب داستان نوشته‌است.
حمید عاملی در سال ۱۳۵۲، پس از مرگ فضل‌الله مهتدی (صبحی)، قصّه‌گوی برنامه «قصه ظهر جمعه» شد. او در آخرین سالهای کاری خود گوینده برنامه «یک شب از هزار و یک شب» رادیو بود و ۹۰۰ قسمت آن را اجرا کرد.
حمید عاملی در مجموعهٔ نمایش‌های رادیویی پرشنونده تحت عنوان «ارادتمند، جانی دالر» در نقش گروهبان والچ به همراه حیدر صارمی، که در سال‌های قبل از ۱۳۵۷ از رادیو ایران پخش می‌شد ایفای نقش داشته‌است.[۷]
عاملی در سال ۱۳۸۲ از سوی وزارت فرهنگ «پیشکسوت اهل قلم» معرفی شده بود ولی پس از ۴۹ سال فعالیت، در حالی‌که «قصه‌های یک روز تعطیل» او در رادیو تهران پخش می‌شد، در سال ۱۳۸۵ از کار برکنار شد.
مراسم بزرگداشتی برای حمید عاملی چند روز پیش از مرگش در رادیو تهران برگزار شد و او در آن مراسم گفته بود که پس از بازگشت از بیمارستان مجدداً به رادیو بازخواهد گشت.
به گفته منوچهر آذری، عاملی در بادرود انجمن شعری را پایه‌گذاری کرده بود و هر ماه یک‌بار تا بادرود می‌رفت و در جلسات این انجمن شرکت می‌کرد.
او سرانجام در ۱۶ دی ۱۳۸۶ بر اثر سرطان در تهران درگذشت.

## گفتاورد
قصه‌ها از زبان افراد سفید موی بیشتر پذیرفته می‌شوند، بنابراین باید قصه‌گوها دارای جایگاه و موقعیت اجتماعی باشند تا قصه گویی همیشه زنده بماند.
بچه‌های این سال‌ها، با بچه‌های سی، چهل و پنجاه سال پیش حتماً فرق دارند. بچه‌های این دوره با دکمه‌های کیبورد، گل می‌زنند. گل می‌خورند، آدم می‌کشند و… نمی‌دانم واقعاً حوصله نشستن پای قصه دیو و پری و خاله سوسکه را دارند یا نه؟ فکر می‌کنم دارند، اتفاقاً بچه‌های این دوره درک بهتری از مسایل دارند.